# Drone (Halo)
Los Yanme'e, o Drones son una raza extraterrestre de las  especies leales a los Covenant.
Los drones tienen la capacidad de volar y pegarse a superficies planas de lado, casi todos usan una pistola de plasma pero algunos usan aguijonadores y normalmente van en grupo. 
Su uso primario antes de estar en batallas, era en la asistencia de creación de naves ya que pueden estar en ambientes como el espacio.
Dentro de su especie no hay rango porque todos son iguales y no son de diferentes colores a diferencia de los elites, grunts y Jackals. Cuando las guerras civiles comenzaron, los drones mostraron su lealtad al luchar al lado de los brutes y chacales.
En Halo 3:ODST se aprecian 4 clases de drones: 
Los verdes clásicos que mueren rápido y cargan una pistola de plasma o un aguijoneador.
Los blancos o plateados que son un poco más resistentes pero por igual mueren rápido y cargan aguijoneadores.
los rojos que son más fuertes y peligrosos poseen escudos de energía que pueden aguantar una ronda de disparos y cargan un rifle de plasma.
los dorados que son los más fuertes puesto que poseen escudo que es capaz de aguantar varias rondas de disparos y son más rápidos que los rojos además cargan un rifle de plasma.
Los drones son insectos, su cuerpo es de la mosca verde, tienen alas falsas que cubren las reales como los escarabajos y tienen las antenas como las de algunas especies de polillas.
Son fuertes contra los flood, pero pueden ser vencidos por el parásito si tienen un arma fuerte como escopetas, lanzacohetes y espadas energéticas.
- Datos: Q5814324